# Niendorf (Hamburg)
Niendorf (alemany) o Niendörp (baix alemany) és un nucli del bezirk d'Eimsbüttel de l'estat d'Hamburg a Alemanya. El 2011 tenia 39.760 habitants. El barri és al nord de la ciutat, al septentrió limita amb Slesvig-Holstein, a l'est amb l'aeroport d'Hamburg i el Tarpenbek, al migdia i al ponent amb el Kollau. El seu nom significa Poble nou en contraste amb un primer assentament al lloc dit Ohl Dörp (poble vell) on es troba en l'actualitat el cementiri nou. Hi destaquen Kirche am Markt, a zona verda i els boscs Niendorfer Gehege i el monument La taula amb dotze cadires fet de maons (Tisch mit 12 Stühlen): dedicat a 11 resistents contra el terror del nazisme. La dotzena cadira, sense nom, invita tothom a asseure-s'hi i a reflexionar.

## Història
S'han trobat traces d'assentaments des de l'Edat de pedra. El primer esment escrit del parla d'un mas a la confluència del Tarpenbek i del Kollau. El primer esment Niendörpe data del 1343/El poble va quedar força rural. Pertanyia a la senyoria de Pinneberg. El 1640, quan la nissaga dels Schauenburg s'extingí passa sota la corona de Cristià IV de Dinamarca. Tenia ni església ni escola, fins que Cristià VII al tractat de Gottorp va acceptar l'escissió de la parròquia d'Eppendorf.
El 1848 va tenir una primera revolució a Slesvig-Holstein que volia la independència de Dinamarca. El 1867, després de la Guerra dels Ducats passà a Prússia i esdevingué una destinació d'excursió per la gent d'Hamburg. Les primeres vil·les van sorgir. De 1921 a 1939 la població augmentà de 2.750 a 7.940 habitants. El 1927 es va fusionar amb Schnelsen i Lokstedt. El 1937, després de la llei de l'àrea metropolitana d'Hamburg passà a la ciutat hanseàtica.
El 1943 un bombardeig de les forces aliats va destruir tot el nucli antic. El bosc va quasi desaparèixer durant la guerra i la postguerra, per la penúria de combustible. Després de la guerra, la ciutat va reforestar-lo. Només l'església va quedar-se. de l'antic centre, el Markt (mercat) no queda res, ja que va ser sacrificat per eixamplar les carreteres B 447 i la carretera de Garstedt. El 1991 va inaugurar-se el tram septentrional del metro U2 amb quatres noves estacions: Niendorf Markt, Joachim-Mähl-Strasse, Schippelsweg i Niendorf Nord, el que va accelerar la urbanització. Al carrer Tibarg va crear-se un centre comercial poc inspirat que proveu les necessitats quotidianes.
Va transformar-se en un barri residencial amb poques activitats econòmiques excepte els serveis de proximitat. L'agricultura va desaparèixer completament.

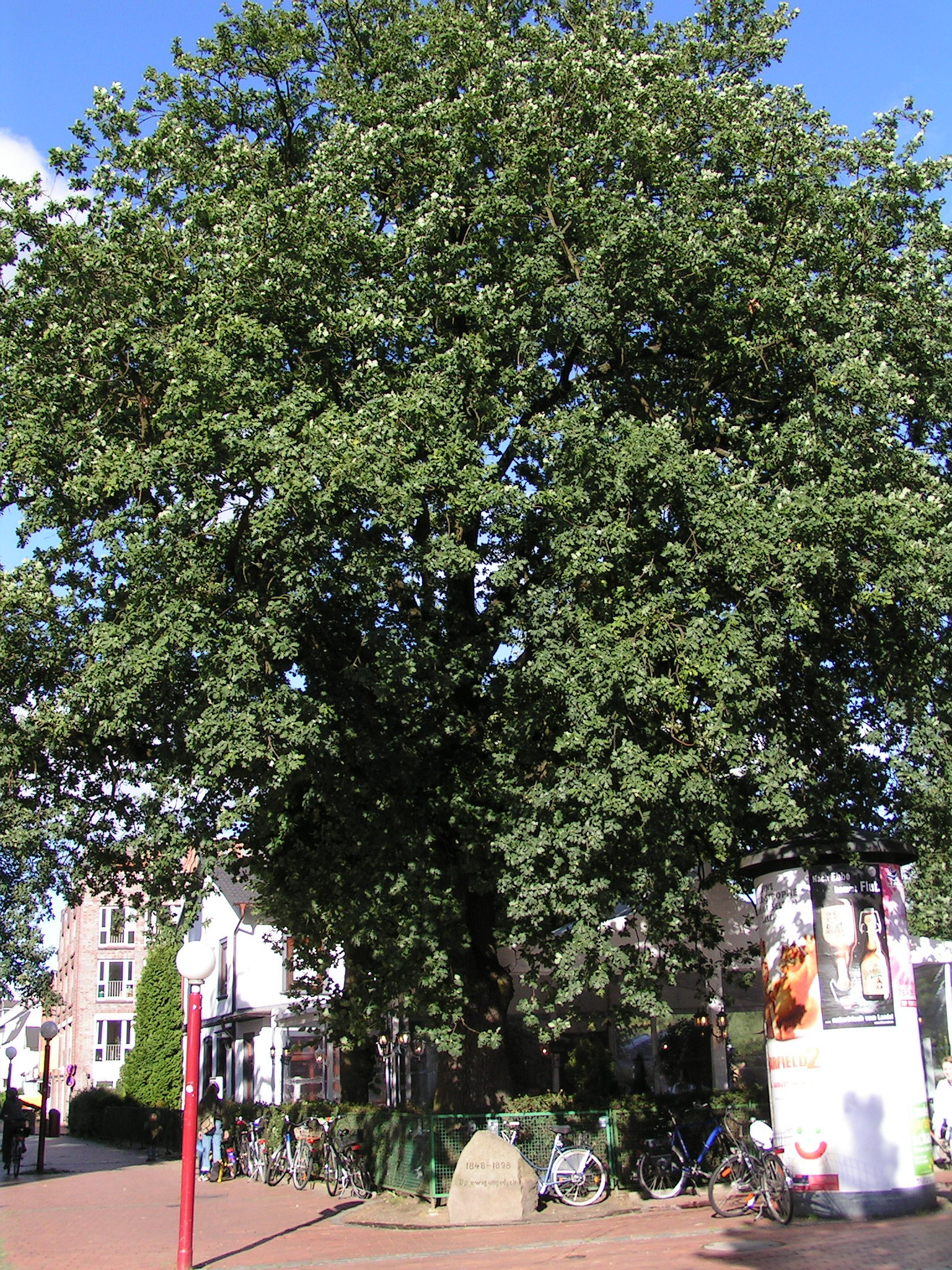
El roure doble al Tibarg, memorial de la revolució del 1848
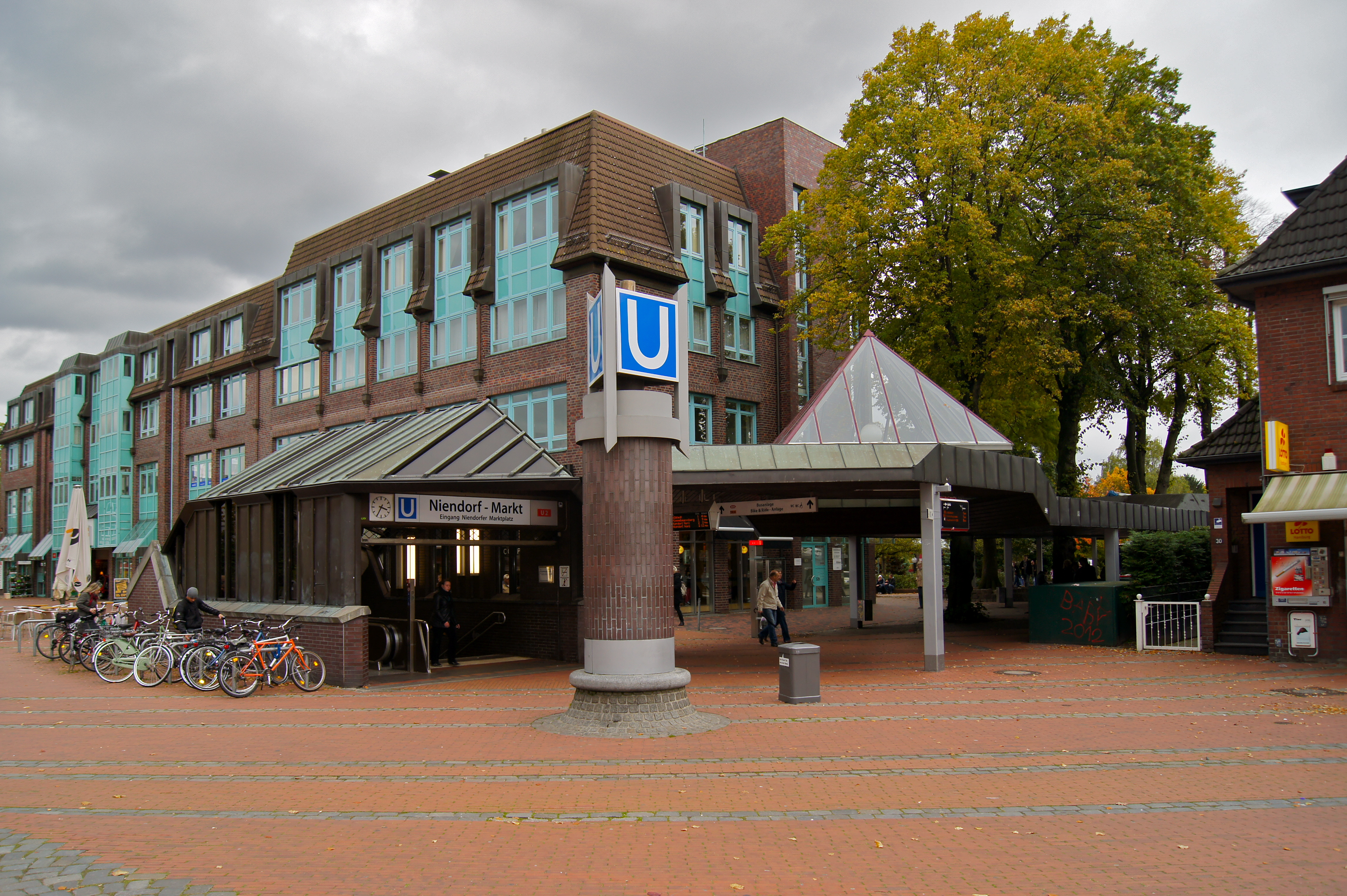
Entrada a l'estació de metro U2
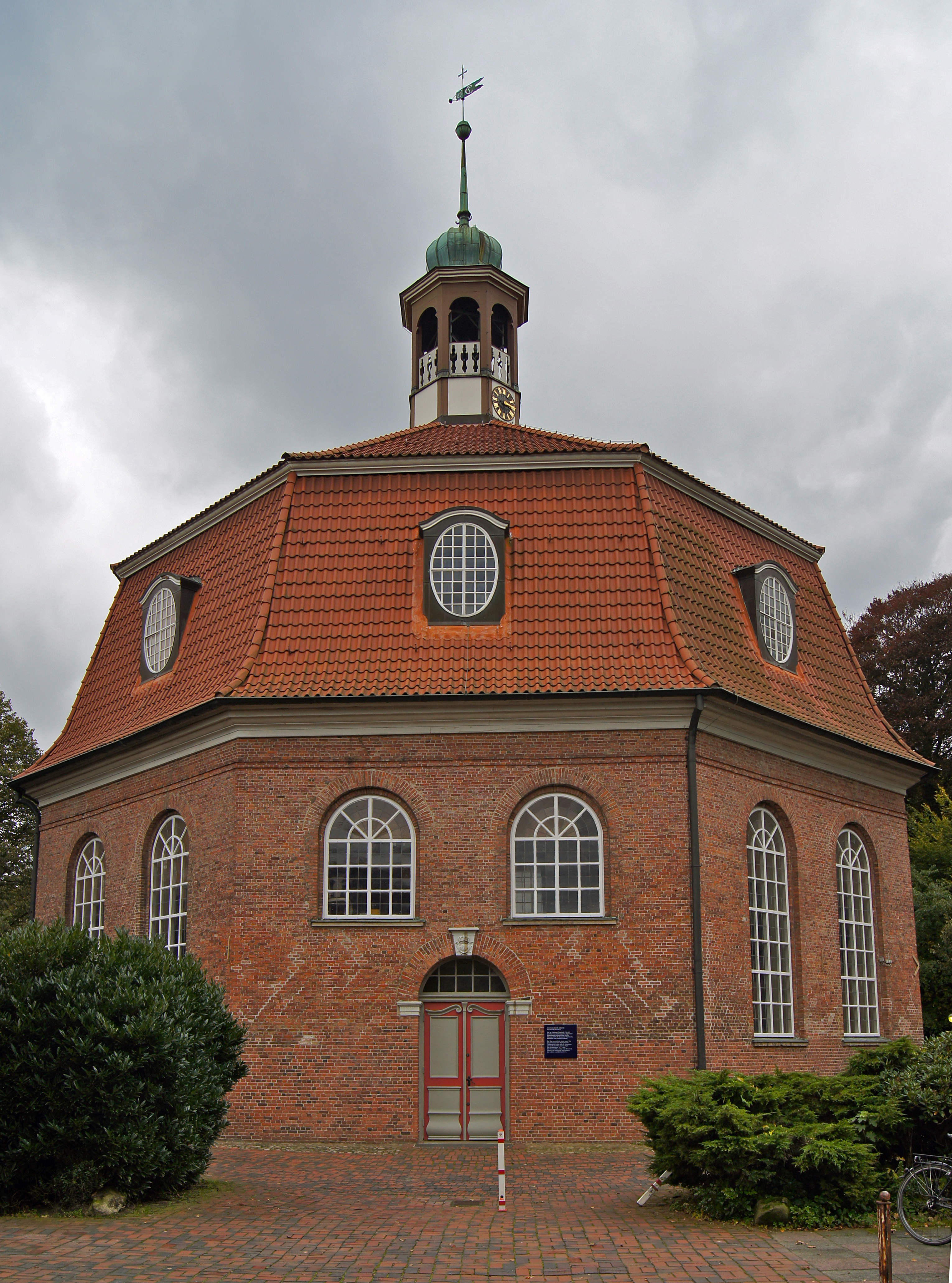
Kirche am Markt
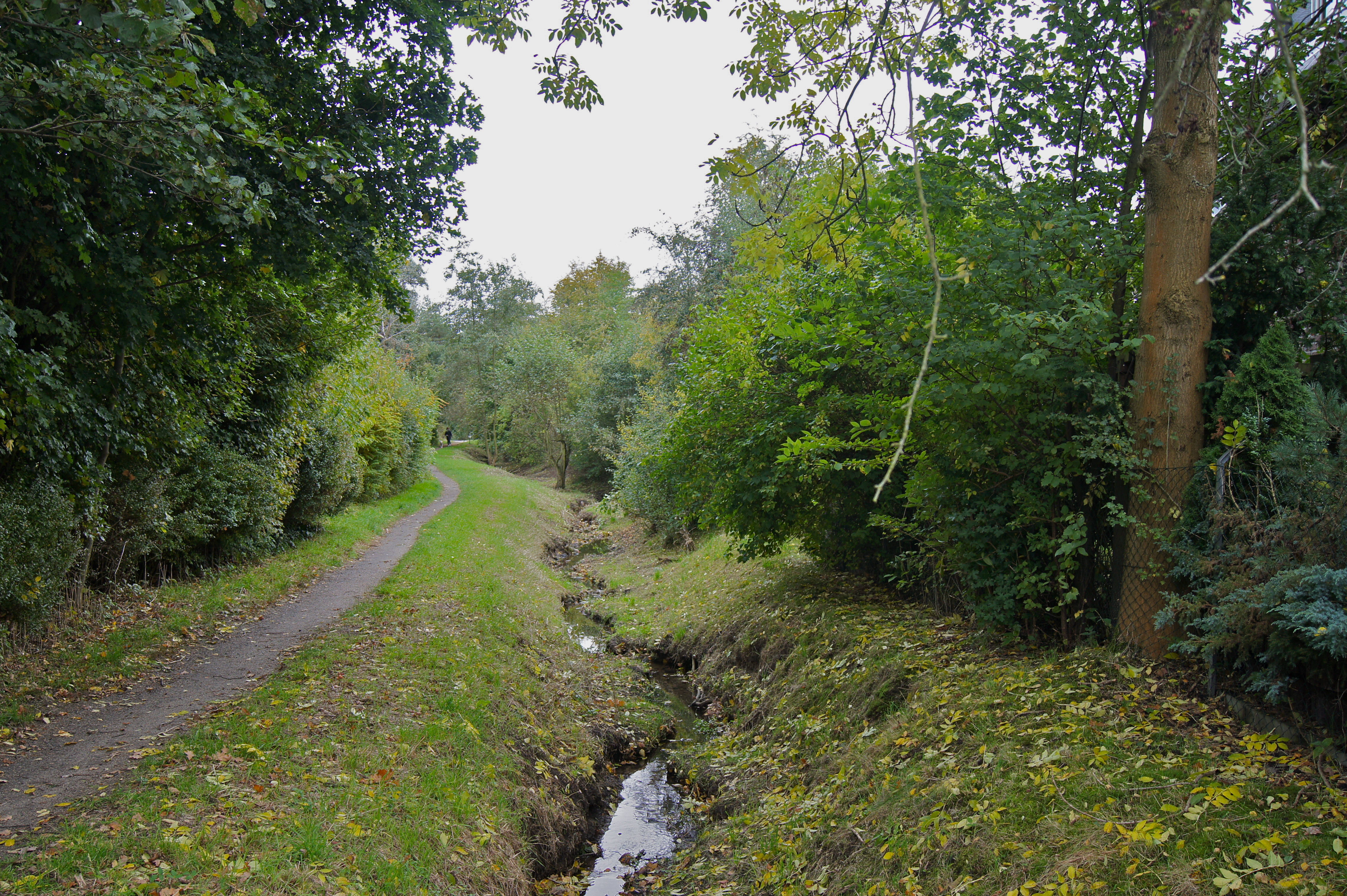
El Hainholtgraben
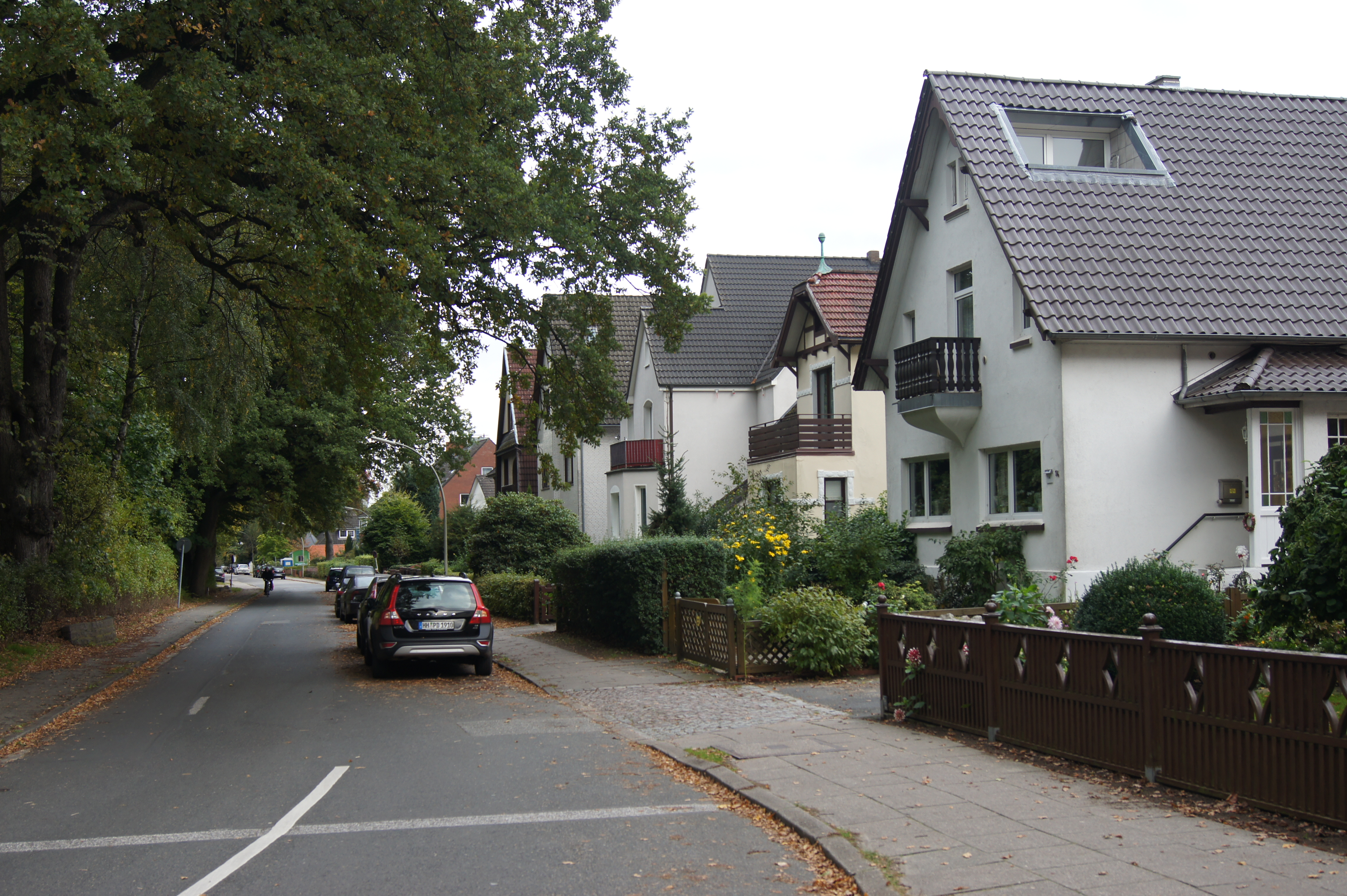
Cases al carrer Fuhlsbütteler Weg
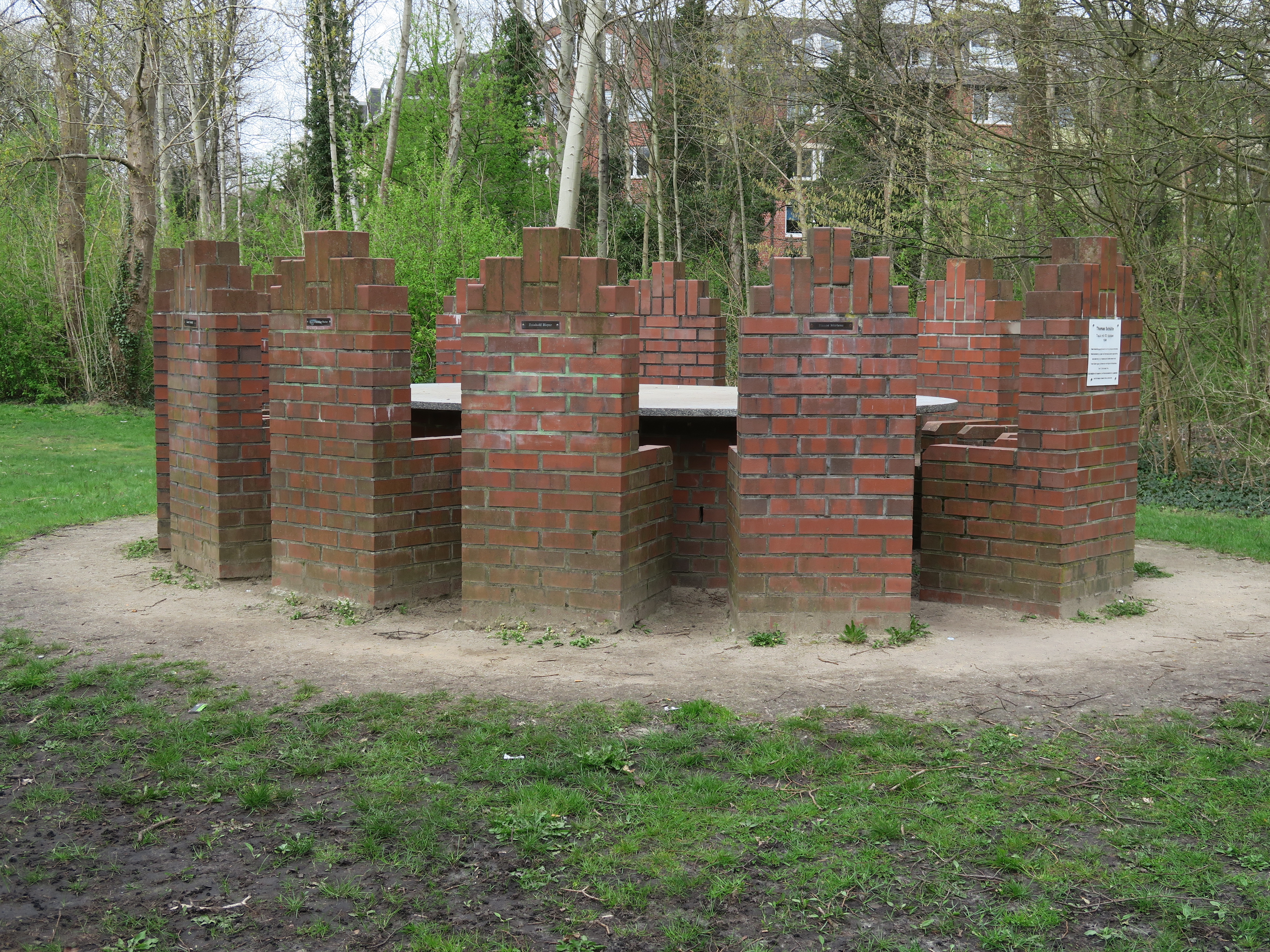
Monument: Taula amb dotze cadires